# Ray Borneo
 (juillet 2020).
Ray Borneo est un musicien, producteur et vidéaste qui vit au Chambon-sur-Lignon, en Haute-Loire.

## Biographie
Arnaud Boyer aka Ray Bornéo, est un producteur, multi-instrumentiste et vidéaste.
Il crée en 2003 Tara King TH, groupe avec lequel il sort plusieurs albums : Sequence 01, Harold, uncolored past, hirondelle et beretta, Stellar Fantasies,
Il investit dans une ancienne discothèque qu'il réhabilite en studio et en café concert.
C’est là qu’il produit et enregistre de la musique pour lui mais aussi pour d’autres groupes comme Halasan Bazar, Slow Joe and the Ginger accident ou Gontard!.Il crée son propre label et conceptualise des visuels et des installations vidéo pour chacun de ses projets.

### Magazine
- Le héros de la semaine, Les Inrockuptibles, n°1143 — 25 octobre 2017